# Willy Goossens
Willy Leo Achiel Goossens (Wilrijk, 17 december 1934 - aldaar, 23 augustus 2009) was een Belgisch politicus voor ROSSEM.

## Levensloop
Goossens was beroepshalve chemisch ingenieur en was ook reserveluitenant bij de Belgische Luchtmacht.
Van 1991 tot 1995 was hij ROSSEM-senator in het arrondissement Antwerpen. Nadat ROSSEM uiteenviel, zetelde hij van 1994 tot 1995 als onafhankelijke in de Senaat.
In de periode januari 1992-mei 1995 had hij als gevolg van het toen bestaande dubbelmandaat ook zitting in de Vlaamse Raad. De Vlaamse Raad was vanaf 21 oktober 1980 de opvolger van de Cultuurraad voor de Nederlandse Cultuurgemeenschap, die op 7 december 1971 werd geïnstalleerd, en was de voorloper van het huidige Vlaams Parlement. Van januari 1992 tot februari 1994 zat hij er de Rossem-fractie voor.
Na zijn dood werd hij gecremeerd. De afscheidsceremonie vond plaats in het crematorium van Antwerpen.